# جو هال
جو هال هو لاعب هوكي الجليد كندي، ولد في 3 مايو 1881 في ستافوردشاير في المملكة المتحدة، وتوفي في 5 أبريل 1919 في سياتل في الولايات المتحدة بسبب الإنفلونزا الأسبانية وإنفلونزا.

## وصلات خارجية
- جو هال على موقع دوري الهوكي الوطني (الإنجليزية)
- جو هال على موقع EliteProspects.com (الإنجليزية)
- جو هال على موقع HockeyDB.com (الإنجليزية)
- جو هال على موقع Hockey-Reference.com (الإنجليزية)